# Camponotus bermudezi
Camponotus bermudezi är en myrart som beskrevs av Carlos Guillermo Aguayo 1932. Camponotus bermudezi ingår i släktet hästmyror, och familjen myror. Inga underarter finns listade.